# ヒューズ・ヘリコプターズ
ヒューズ・ヘリコプターズ（Hughes Helicopters ）は、1950年代から1980年代にかけて主要だった軍用、民間ヘリコプター製造会社である。
会社は1947年にヒューズ工具会社の一部門であるヒューズ・エアクラフト社の一課として設立された。 1955年、ヒューズヘリコプター部門になった。1972年にヒューズ・ヘリコプターズに改組され、1981年にはヒューズ・ヘリコプターズIncになった。1984年、マクドネル・ダグラスへ売却された。

## 歴史

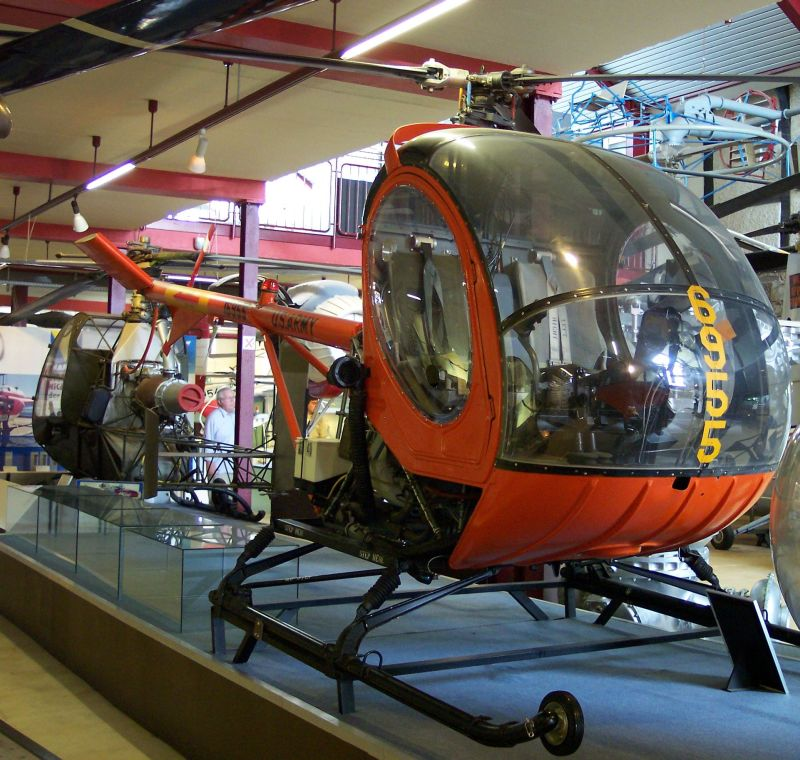
ヒューズ社が陸軍向けに納入し、初めて商業的に成功したモデルTH-55 Osage

1947年、ハワード・ヒューズはヒューズ・エアクラフトの業務を飛行機からヘリコプターに移した。1948年、Kellett Aircraft Co. は当時最新のヘリコプターの設計をヒューズに製造のために売った。XH-17 "スカイ クレーン"は1952年10月に完成したが商業的には成功しなかった。1955年、ハワード・ヒューズは組織を変えて軽量ヘリコプターの開発生産に本腰を入れた。
1984年、ヒューズ・ヘリコプターズはマクドネル・ダグラスに5億ドルで売却され、社名はMDヘリコプターズに変更された。ヒューズとの関係は断たれたが、その後もボーイング、シュワイザー・エアクラフト、MDヘリコプターズに受け継がれていく。

## 生産一覧
民間ヘリコプター
- ヒューズ 269
- ヒューズ 300
- ヒューズ 369
- ヒューズ 500
- ヒューズ 530F

軍用ヘリコプター
- TH-55 オセージ
- OH-6 カイユース
- AH-64 アパッチ

実験ヘリコプター
- ヒューズ 385〔 XV-9 〕
- XH-17 "スカイ クレーン"